# Théba

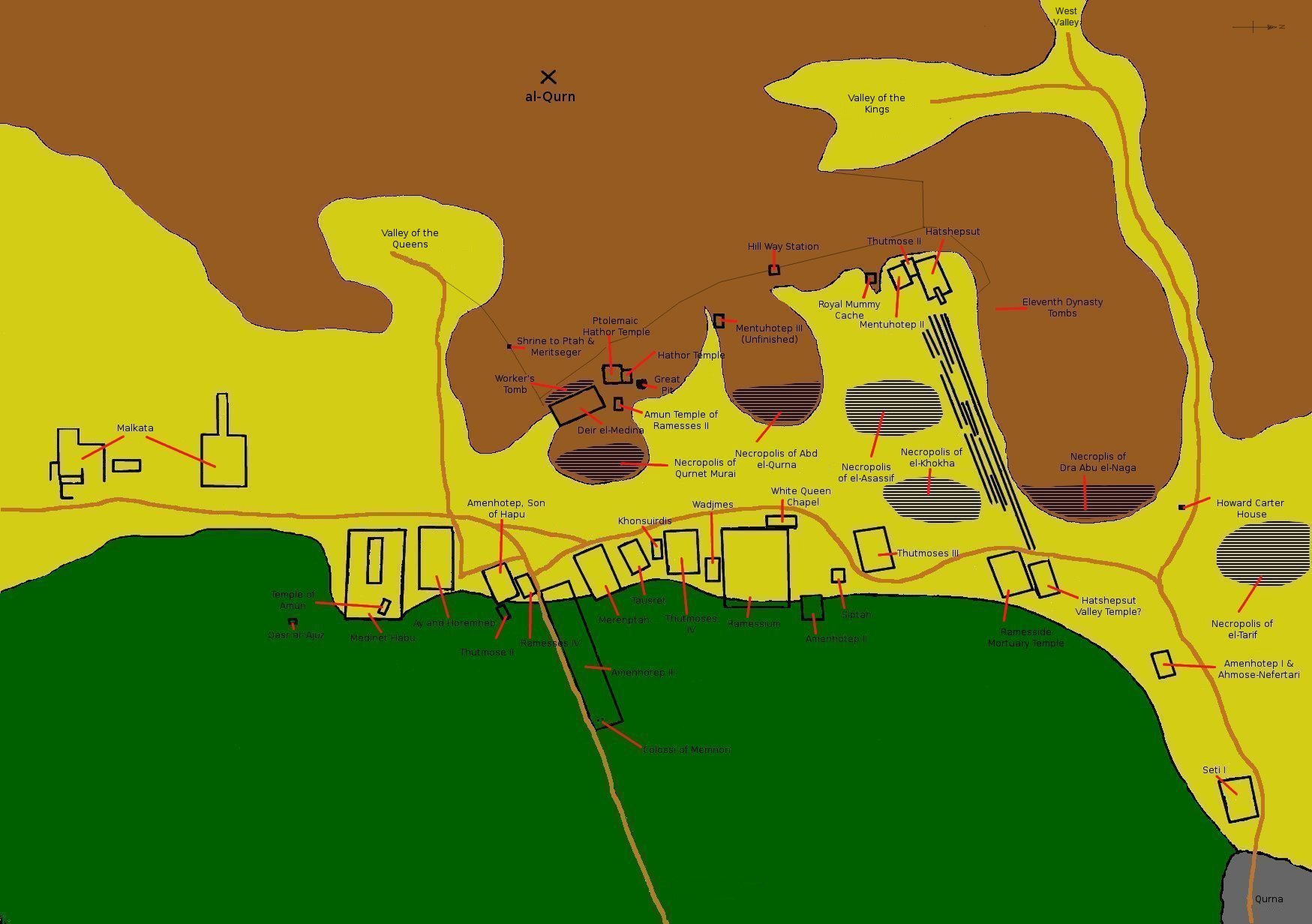
A thébai nekropolisz térképe [https://web.archive.org/web/20070628162917/http://upload.wikimedia.org/wikipedia/en/7/7c/Theban_Necropolis_Map.jpeg (teljes képernyős változat)

Théba (ókori egyiptomi nevén Uaszet [w3s.t], görögül Θῆβα, Théba, Διὸς Πόλις Μεγάλη, Dioszpolisz Megalé, latinul: Diospolis Magna, biblikus No Amon, ma arabul: طيبة, Ṭībah) egyiptomi város, a középbirodalom és az újbirodalom nagy része alatt az ország fővárosa, ma világörökségi helyszín. A település legkorábbi rétegei az i. e. 4. évezred második felére, i. e. 3200 előttre datálhatók. Már az óbirodalom idején közigazgatási központja volt az azonos nevű szepatnak (görögül nomosz). Az első átmeneti korban sokszor önálló állam vezetője és jelentős szerepet játszott a dél-egyiptomi politika stabilizálásában. Végül a XI. dinasztia uralkodóinak székhelye lett. Az újbirodalomban a nagyhatalmi státuszú Egyiptom fővárosa, majd az Amarna-reform után szinte észrevétlen lassúsággal hanyatlani kezdett, politikai befolyása csökkent. Felső-Egyiptomban Théba vezetésével önálló teokratikus királyság jött létre, amelyet a núbiai hódítás szüntetett meg, majd a perzsa hódítás idején a maradék kultikus jelentősége is megszűnt. Ma Luxor városa áll a helyén.

## Neve hieroglifákkal
| R19 |

| R19 |

| R19 |

| R19 |

| R19 | t · niwt |

| R19 | t · niwt |

| R19 | t · niwt |

| R19 | t · niwt |

| niwt · t · Z1 | M24 | t |

| niwt · t · Z1 | M24 | t |

| niwt · t · Z1 | M24 | t |

| niwt · t · Z1 | M24 | t |

| O28 | nw · niwt | Sma |

| O28 | nw · niwt | Sma |

| O28 | nw · niwt | Sma |

| O28 | nw · niwt | Sma |

## Nevei
Óegyiptomi neve, az Uaszet jogart jelent. Az újbirodalom korában teljes neve Uaszet ent Amon, henut en demi neb (Théba, Amon városa, minden városok úrnője). A város görög neve, a Théba valószínűleg Karnak nevéből (ta ipet-szut) kifejezésből ered, amelynek névelős változata ta-Ipet. Ez a görögöket a Thébai nevű görög poliszra emlékeztethette. A klasszikus korban mégis inkább a 'Zeusz városa' jelentésű Dioszpolisz nevet használták, mert Zeuszt azonosították Ámonnal (interpretatio graeca), és hozzátették a μεγάλη, megalé, azaz 'nagy' jelzőt, hogy megkülönböztessék az azonos nevű városoktól. Ezt Diodórosz erősíti meg, aki szerint a Dioszpolisz nevet az egyiptomiak használták, míg a hellének Thébának nevezték. Az egyiptomiak csak úgy nevezhették Dioszpolisznak, hogy ők Ámon városának hívták, amit a görögök Zeusz városaként fordítottak, miközben ők maguk a hellászi poliszra hasonlító névvel illették. A rómaiak a görög név latin tükörfordítását, a Diospolis Magna nevet használták.
Ámon kultuszközpontjaként Thébát az Újbirodalom idején Ámon városaként, niut-Amonként is emlegették; ez a bibliai Náhum könyvébe is bekerült, נא אמון nōˀ ˀāmônként (Náhum 3:8); valószínűleg ugyanerre a városra utalnak Ezékiel könyvében נא (No) néven (Ezékiel 30:14). Karnak egy további neve a 'déli várost' jelentő niut reszut.

## Földrajza
Théba a Nílus nyugati partján, a Földközi-tenger körülbelül 800 km-re északra, a Vörös-tenger legközelebbi partja 170 km-re északkeletre fekszik tőle. Itt kezdődik a folyó tényleges alsó szakasza. A Théba fölötti folyószakasznak 30 km-en még 10 méteres esése van, a Théba alatti további 800 km összesen 80 méter esésű. A folyó keleti partján a városhoz tartozó templomkörzetek egy része állt, mint a luxori és karnaki templom. A nyugati part magas sziklafalai között találhatók az ókori temetők, így a Királyok és Királynék völgye.
A település a Nílus egyik nagy, U alakú kanyarjának déli részén terül el. A Théba által vezetett szepat (nomosz) e kanyar felső szakaszát alkotta, Junit (görög Hermonthisz) városától Thébáig. A folyóvölgyet nyugatról 100–150 méter magasságú sziklafalak veszik körül, keleten sokkal kisebb emelkedéssel meg át a partvidék sivatagba. Ezen az oldalon is 30–40 km-re a várostól néhány száz méter magasságú hegyek emelkednek. A művelhető árterület szélessége 5–10 km között változik, Thébánál körülbelül 8–9 km.
A történelemben játszott szerepét a földrajzi helyzete determinálta. Közel volt Núbiához és a keleti sivatag felé is szabad volt az út, így fontos kereskedőutak találkozási pontja. Egyike azon helyeknek, ahonnan a nyugati sivatagba is gond nélkül el lehet jutni. Azokban az időkben, amikor a déli kereskedelem volt fontos, vagy előnyt jelentett a Deltavidéktől távol lenni, Théba virágzott. Kivételes a XVIII. dinasztia kora, amikor a Közel-Kelettől való nagy távolsága ellenére is főváros lehetett, de ennek oka a közvetlenül megelőző időszakban keresendő, amikor thébai nemesek vívták ki az ország újjáegyesítését, és ez az állapot nem is tartott sokáig.
A város legrégebbi emlékei vannak a keleti parton, a nekropolisz a nyugatin. Élete során észak felé terjeszkedett, a XVIII. dinasztia második felétől és a XIX. dinasztia elején a városközpont északra tolódott el Medinet Habu felé.

## Éghajlata
Théba éghajlata tipikus sivatagi. Minden oldalról sivatag határolja, a hegységek körülötte nem olyan magasak, hogy az éghajlatot befolyásolnák.
| Hónap | Jan. | Feb. | Már. | Ápr. | Máj. | Jún. | Júl. | Aug. | Szep. | Okt. | Nov. | Dec. | Év   |
| --- | ---- | ---- | ---- | ---- | ---- | ---- | ---- | ---- | ----- | ---- | ---- | ---- | ---- |
| Átlagos max. hőmérséklet (°C) | 23,0 | 25,4 | 27,4 | 35,0 | 39,2 | 41,4 | 41,1 | 40,4 | 38,8  | 35,3 | 28,9 | 24,4 | 33,4 |
| Átlagos min. hőmérséklet (°C) | 5,4  | 7,1  | 10,4 | 16,0 | 20,2 | 22,6 | 23,6 | 23,2 | 21,3  | 17,3 | 11,6 | 7,1  | 15,5 |
| Átl. csapadékmennyiség (mm) | 0    | 0    | 0    | 0    | 0    | 0    | 0    | 0    | 0     | 1    | 0    | 0    | 1    |
| Forrás: Luxor, Egypt: Climate, Global Warming, and Daylight Charts and Data. Climate Charts. [2018. december 24-i dátummal az eredetiből archiválva]. (Hozzáférés: 2012. február 18.) |      |      |      |      |      |      |      |      |       |      |      |      |      |

## Története

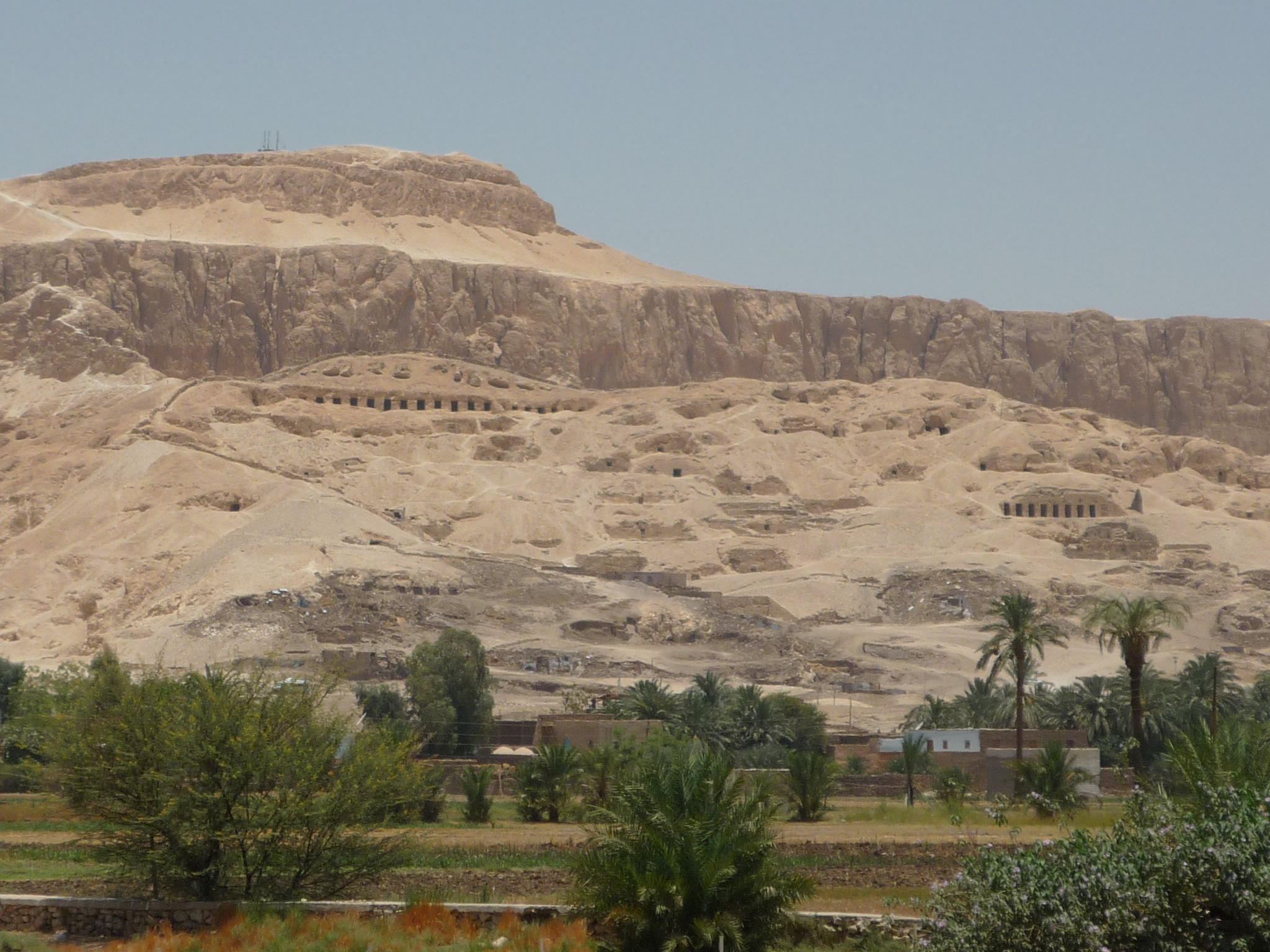
A thébai nekropolisz látképe

### Archaikus kor
Thébában már a Homo erectustól, a pleisztocén második feléből származó acheuli jellegű eszközmaradványokat is találtak. Ezen kavicseszközök azonban mind másodlagos lelőhelyekről kerültek elő, vagyis nem itt lakó emberek készítették, hanem a folyó hordalékával kerültek ide. A leletek kora leletkörnyezet hiányában nem állapítható meg, az analógiák alapján négyszázezer és háromszázezer év közöttiek. Ez után nagyon hosszú szünet következik, aminek oka az, hogy a Nílus hordaléka mindent mélyen eltemetett, valamint a nyolc–tízezer évvel ezelőtti csapadékos éghajlat nem kedvezett a folyóvölgyi megtelepedésnek. Az egész Nílus-völgyben megfigyelhető, hogy 11 000 és 7400 évvel ezelőtti periódusban nincs egyetlen ismert lakott hely sem a Nílus alsó szakaszán, csak a környező, akkor még szavannás területeken.
A dinasztikus korok előtti Théba jelentéktelen falu volt. A Nagada-kultúra idején tőle délre (Nehen) és északra (Nagada, Abdzsu) helyezkedtek el a hatalmi gócok, majd az I. dinasztia korában Thébát átugorva tőle északra került (Thini). Az óbirodalom korára pedig egészen messzire északra, Memphiszbe. A kor városfejlődése nehezen rekonstruálható a Nílus-menti földrajzi körülmények miatt, de ebben az időben a közigazgatási központok erős fejlődésnek indultak, illetve több települést kifejezetten ezzel a céllal alapítottak. Ezek egyike lehetett Théba is, amelyet a legkorábbi említései már az azonos nevű szepat központjaként neveznek meg. Szerepet játszhatott ebben az a körülmény is, hogy már a 0. dinasztia korában hódító útra lépett Egyiptom, mind délen, mind északon. A hadiutak és kereskedelmi utak mentén szükségszerűen jöttek létre egymástól bizonyos távolságokban települések. Ez a szakasz azonban a thébai régészeti anyagban még mindig nem található meg.

### Óbirodalom
Az óbirodalom folyamán Egyiptom déli része egyre inkább háttérbe szorult, a IV. és V. dinasztia idején Felső-Egyiptom alig került szóba. A VI. dinasztia alatt Tarir (Dendera) és Abdzsu (Abüdosz) már viszonylag erős politikai befolyással bírhatott, ami a déli nemesség megerősödésére utal. Thébáról még ekkor sincs sok írott adat. Akkor sem, amikor I. Pepi déli feleségeket vett, felépült a denderai templom és Min temploma Kubtiban (Koptosz), vagy Merenré személyesen látogatott el a déli határvidékre. Merenré utazása azonban már demonstráció lehetett a déli nemesség számára.
Ez időben a thébai jellegű sziklasírok kezdtek más területen is terjedni. Ezek a sírok jól mutatják, hogy a déli nemesség vagyoni helyzete nem mérhető a fővárosi előkelőséghez. A helyzet más téren is változni kezdett, hiszen míg Horhuf békés kereskedelmi expedíciót vezetett Núbia felé, addig II. Pepi uralkodása vége felé Pepinaht és Uni hadsereggel vonult oda. Ekkorra a szepatkormányzói tisztség örökölhetővé vált, ami helyi kiskirályságok kialakulásához vezetett. A közigazgatás fejeit az uralkodó csak megerősítette egy-egy dekrétummal. A szepatkormányzók legfontosabbjaivá Szauti, Hahninszu és Théba ura vált. A szepatok önállósodását nagy mértékben elősegítette, hogy minden rendelkezésre álló adat szerint II. Pepi gyermekként lett egyeduralkodó. Az I. Pepi alatt kezdődő dél felé nyitás ahhoz vezetett, hogy II. Pepi gyermeksége alatt a kormányzó körök erős déli befolyás alá kerültek, elsősorban a délről származó királyi feleségek révén, akik minden követ megmozgattak rokonságuk politikai és gazdasági előmenetele segítésére. Dzsau vezíri kinevezése is erre utal.
Az óbirodalmi kisvárosban a Karnakkal szembeni nyugati parton néhány papi felügyelő már állított sztéléket. Aztán egyszer csak feltűnt Iku fia, Antef a hatalmas, aki már a világi és vallási pozíciókat is egyesítette, valamint viselte „a Király egyetlen barátja a déli átjáróban” és a „Felső-Egyiptom kormányzója” címeket is.

### Első átmeneti kor

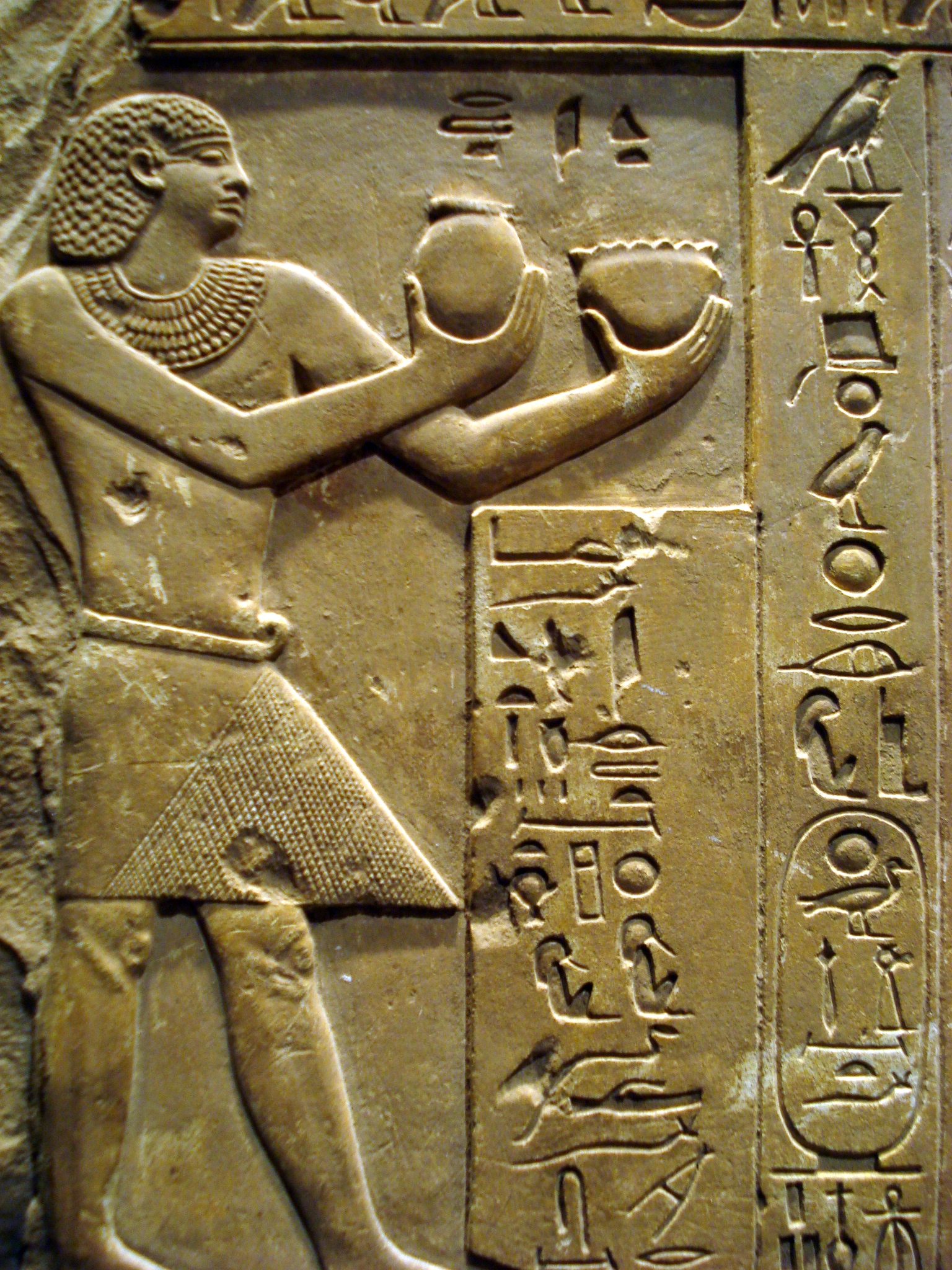
II. Antef egyik sztéléje

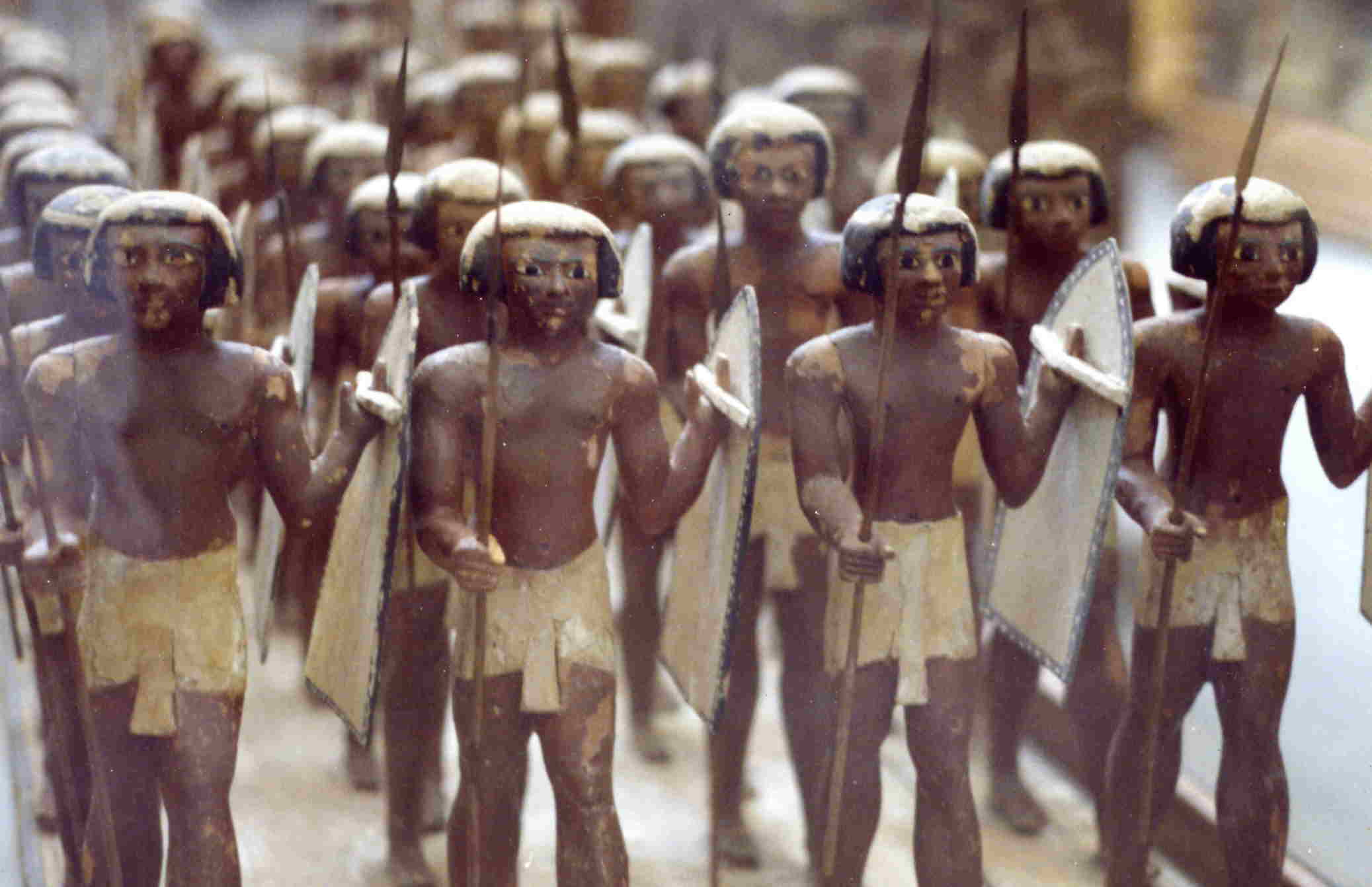
Meszehti hadserege

A vidéki nemesség erősödése az V. dinasztia alatt kezdődött meg, amikor a közigazgatás hatékonysága érdekében a fővárosi hivatalnokok elköltöztek az általuk irányított körzetekbe, vagy éppen helyieket neveztek ki e tisztségekre. A VI. dinasztia alatt e méltóságok már örökletessé váltak. A közigazgatásban részt vevő arisztokrácia egyrészt igyekezett a fővárosiakhoz hasonló körülményeket teremteni, másrészt hozzájutott a királyi jövedelmek egy részéhez, ami látványos életszínvonal-emelkedéssel járt. Megnőtt a népesség, amit a terjeszkedő temetők jeleznek, ezeket pedig egyre nagyobb és gazdagabb sírok jellemzik. A temetkezési minták nem követtek már általános mintákat, hanem helyi szokások alakultak ki. Thébában a szaffsír vált elterjedtté. A szaff jelentése: sor, ezt a nevet a bejárat oszlopsoros kiképzéséről kapták.
Az első átmeneti korban a folyamvölgy szekuláris fejedelemségekre bomlott, melyek közül az egyik éppen a Théba-központú déli minibirodalom lett, Antef, majd Montuhotep kormányzósága. Az elkövetkező 73 esztendőt három egymás után uralkodó Antef neve fémjelzi. Már ennek alapján is jól látható, hogy Thébában a helyzet szilárdnak mondható volt. II. Montuhotep eme tényleges uralkodók közvetlen leszármazottja.
A VIII. dinasztia tagjai még valamennyire stabilizálni tudták a helyzetet, de ennek nagy ára volt. Az utolsó két uralkodó, Noferkauhor és II. Noferirkaré Kubti (Koptosz) város legelőkelőbb családjának hatalma alá került. Apa és fia (Semai és Idi) sorban aggatták magukra mindazokat a címeket és jogokat, melyek révén szinte korlátlan – de a királytól mindenképp teljesen független – urai lettek kormányzóságuknak. Ők azonban nem vették fel a királyi címet, ahelyett a város később Thébával szövetkezett. A szepatkormányzók igyekeztek több kerületet is saját kezükbe venni, például Abdzsu ura, Abihu három kerületet is irányított, Anhtifi kettőt, és amikor a harmadikat akarta megszerezni, akkor került szembe Thébával. A VII–VIII. dinasztia letűntével Memphisz elvesztette politikai szerepét, a hatalom áttevődött Hahninszuba (Hérakleopolisz). Ez a város azonban ténylegesen sosem uralta a déli térségeket, ahol már a thébai királyok voltak az urak. Őket a IX–X. dinasztiákba sorolják. Hahninszu bár eléggé északon fekszik, a tulajdonképpeni Alsó-Egyiptomhoz nem tartozott, mert az kizárólag a Deltavidéket jelenti. Rajtuk kívül jelentős erőt képviseltek egyes felső-egyiptomi városok kormányzói, mint Szauti (Lükopolisz), Kubti, Nehen (Hierakónpolisz), sőt a korszak vége felé egy harmadik független állam is létrejött Hmunu (Hermopolisz Magna) vezetésével.
I. Heti, Hahninszu ura minden bizonnyal katonai erővel vette be a VIII. dinasztia fővárosát, bár erre közvetett bizonyítékként csak Ipuwer írása szolgál. Mindenesetre ezen uralkodónak még Manethón idejében is nagyon rossz híre volt, amit leginkább annak köszönhet, hogy az „isteni monarchia”, azaz a legitim VIII. dinasztia megdöntése a kortársak szemében megvetendő, elítélendő cselekménynek számított. Előtte is többen megtehették volna ugyanezt, talán már a VI. dinasztia végnapjaiban, de egészen eddig a főurak megelégedtek a királyi kitüntetésekkel és címekkel, nem törtek magára a királyság szent intézményére. Heti ezen lépése után már nem maradt egyetlen legitim erő sem az országban, mely akár csak az egység látszatát is kelthette volna. Heti Thébát nem foglalta el, hatalma csak Thini körzetéig terjedt délen, de ez is csak Szauti hűsége miatt. Utódja, Merikaré alatt azonban Théba a szövetségi viszonyt is felmondta. A kialakult helyzet néhány aspektusában hasonló a mezopotámiai városkirályságok hierarchiájához. Szauti például névleg Hahninszu alattvalója volt, de Meszehti és Tefib(i) alatt bizonyára erősebb és gazdagabb volt, mint két vetélytársa együttvéve, és neki volt a legnagyobb esélye a főhatalom megszerzésére, miután katonai ereje már meghaladta Hahninszuét.
Szauti a „balansz” szerepét játszotta, attól függően, hogy melyik oldalra állt, tolódott el az egyensúly. Meszehti többször legyőzte Théba erőit, és megállította II. Antef északi terjeszkedését, de ugyanakkor sakkban tartotta a IX. dinasztiát is, majd Tefib dúlt Abdzsuban III. Heti nevében, nehéz időket hozva III. Antefre. Könnyen elképzelhető, hogy a gyéren lakott, viszonylag szegény thébai kerület urai megvárták, merre billen el véglegesen a mérleg nyelve, hogyan alakulnak az erőviszonyok Memphisz, Szauti és a közbeeső Hahninszu között. I. Montuhotep bizonyára ezért nem vette fel a királyi címet, s talán így érthető, hogyan lett Théba az utolsóból első. III. Heti nem sokkal később trónörökösének, Merikarének írt intelmeiben már harc helyett a békés egymás mellett élést tekinti feladatnak.
Az Antefek birodalma némileg hasonló helyzetben lehetett, mint Hammurapi a maga korában: viszonylag kicsiny és szegényes terület felett kezdték uralkodásukat, de ügyes szövetségi politikával lassan valamennyi ellenfelük elbukott. Théba egyik első sikere az volt, amikor Kubtival szövetkezve leverték a hatalmas neheni kormányzót, Anhtifit. Nehen annektálása fontos állomása volt Théba pozícióharcának, nem véletlen, hogy mindhárom Antef felvette Hórusz, Nehen védnöke nevét. Ezután azonban többször vereséget szenvedtek Szauti uraitól, és Hahninszu gyengüléséig deffenzívába kényszerültek. Hahninszut végül jelentősen gyengítette Hmunu elszakadása, s ez vezetett a bukásához. A Thébával szembeni utolsó lázadás már Hmunu biztatására tört ki Abdzsu környékén, melyet II. Montuhotep vert le. Az ország egyesítését Alsó-Egyiptomban kellett befejezni, ami a legnehezebb feladatnak bizonyult – a városi önkormányzatok álltak ellen a legszívósabban. III. Heti tíz személy uralmáról írt.
II. Montuhotep egyesítette az országot, és hosszú uralkodása alatt az állam látszólag stabilizálódott. Győzelmei emlékére hosszú és kacskaringós nevet vett fel (illetve háromszor toldotta meg az eredetit): (II.) Montuhotep Szaanhibtaui Nebhepetré Netjerihedzset Szemataui. Ötvenegy évi uralkodása alatt sikert sikerre halmozott, úgy tűnt, Egyiptom végre kilábal a majdnem évszázadnyi anarchiából. Théba sikerének titka, hogy míg a szomszédok szepatkormányzóiktól függtek, vagyis saját államukban sem sikerült felszámolni a széttagoltságot, Théba egy központosított hatalmat alakított ki.
II. Montuhoteppel Egyiptomra köszöntött a bronzkor, ami a kereskedelem újraindulásának köszönhető. Újraindult a bányászat, többek között a rézbányászat Núbiában, a kő- és rézlelőhelyek kiaknázása a Szinájon. A politikai és gazdasági egység is helyreállt. Még katonai expedíciókra is vállalkozott, a Vörös-tenger mellékén, Núbiában és a Szinájon is egyiptomi helyőrségek emelkedtek. Ez azt jelenti, hogy II. Montuhotep bekebelezte birodalmába e területeket. A szétesés korában az egyes országrészek között felélénkült a korábban ismeretlen belkereskedelem – már amennyire az ingatag közbiztonság lehetővé tette azt –, és ez már nem halt el az egységesítéssel.
Ám utódja, III. Montuhotep már a halotti templomát sem tudta befejezni, mintegy 17 éves uralkodás után hirtelen halt meg. IV. Montuhotep pedig sírostul-templomostul tökéletesen eltűnt a történelemből – legalábbis 1998-ig, amikor sírját magyar régészek találták meg.

### Középbirodalom

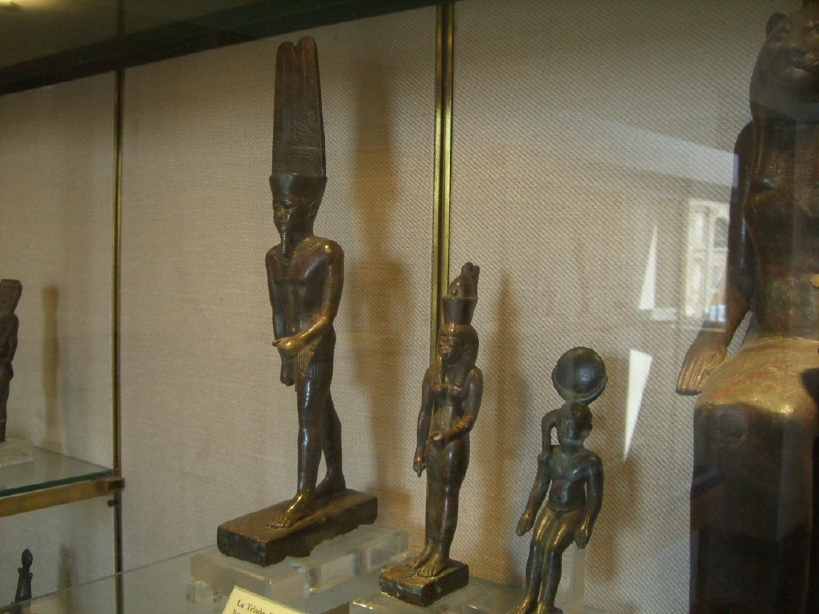
A thébai triász

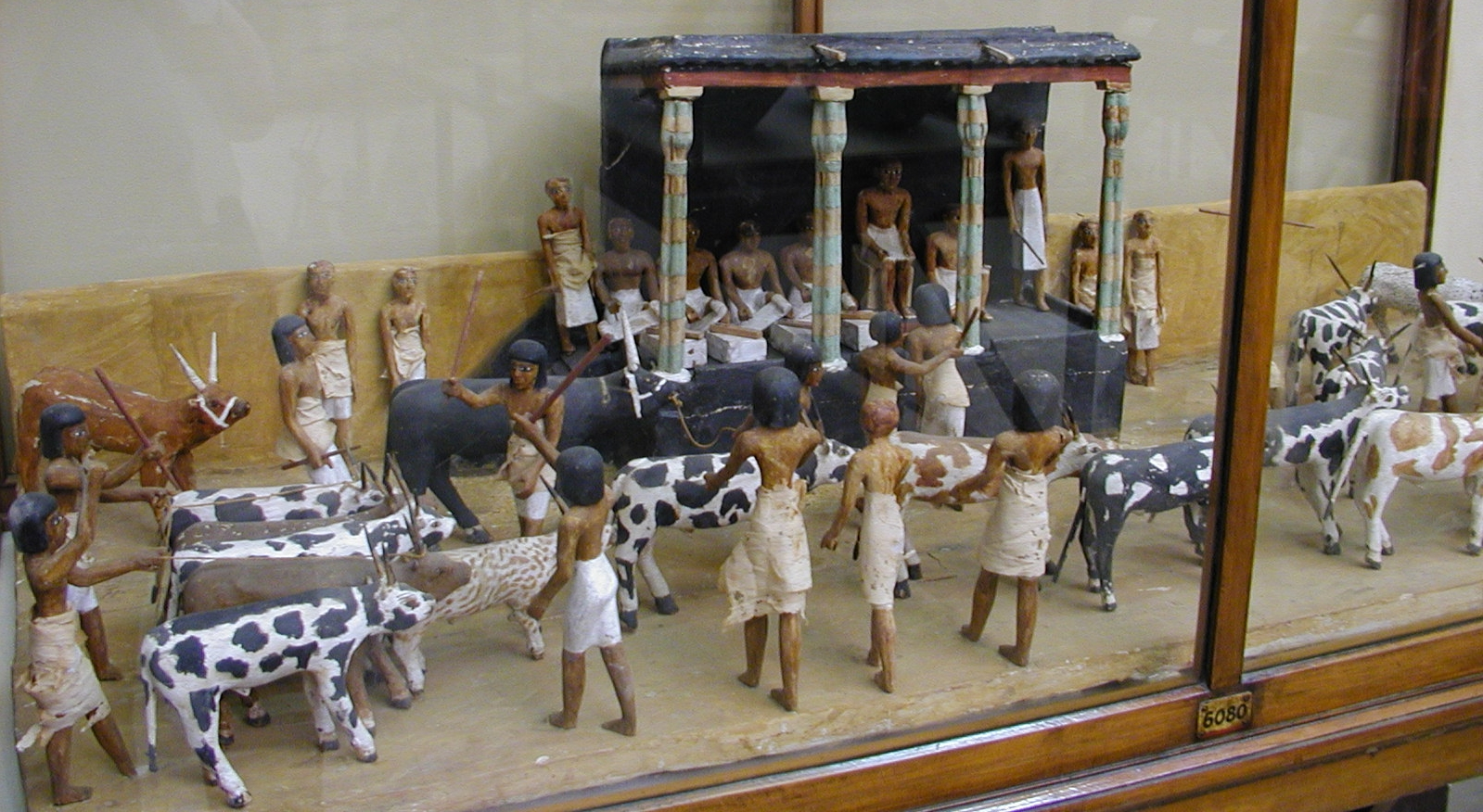
Meketré sírjából származó figurák

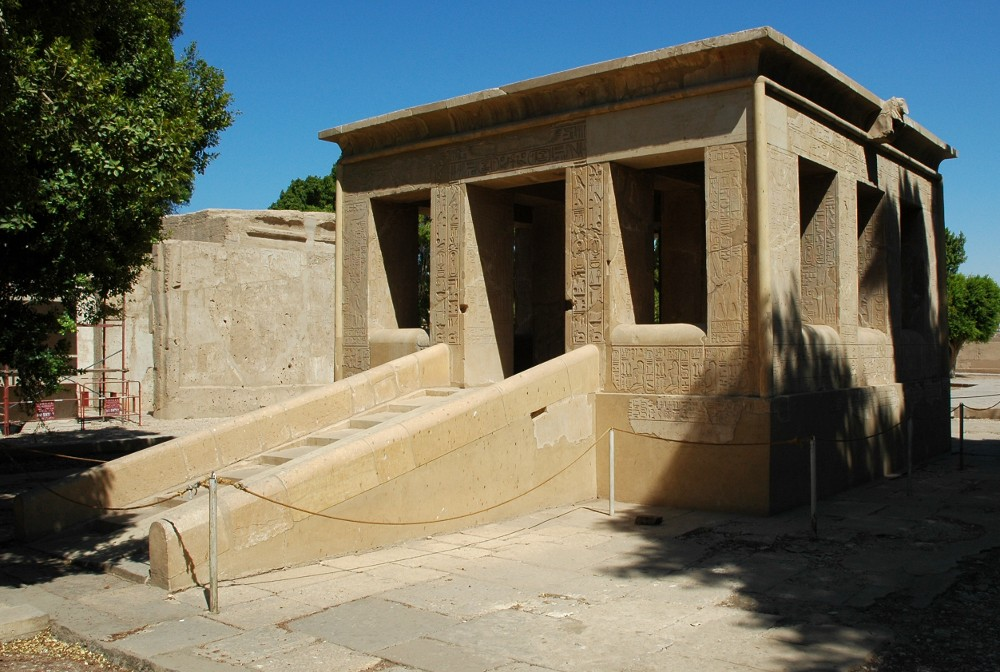
I. Szenuszert karnaki Fehér Kápolnája

Uaszet az azonos nevű nomosz (Felső-Egyiptom 4. nomosza) fővárosa volt. A középbirodalmi XI. dinasztia idején lett Egyiptom fővárosa, és ezt a státusát az újbirodalmi XVIII. dinasztia uralmának nagy része alatt is megőrizte, bár a közigazgatási központ szerepét továbbra is a korábbi főváros, Memphisz töltötte be. A XIX. dinasztia idején a fővárost a Nílus-deltába költöztették. A köztes időben (XII–XVI. dinasztia) Théba egyike volt az önállósággal rendelkező területeknek, amelyek a széttagolt folyamvölgyben kialakultak.
A Középbirodalom kezdete nehezen meghatározható. II. Montuhotep származása, elődei valódi király-volta, és az ezzel ellentmondásos önálló XI. dinasztiába sorolása miatt időnként olyanok is akadnak, akik I. Anteffel kezdik a XI. dinasztiát, s vele a Középbirodalmat. Ezzel azonban a Középbirodalom kezdetét olyan korra helyezik vissza, amikor valójában a válságból kilábalás még igen messze volt, sőt maga a válság épphogy elkezdődött. Áthidaló megoldásként találkozhatunk olyannal is, hogy a XI. dinasztia közepétől számítják a Középbirodalmat, II. Montuhotep trónra lépésének dátumát megadva a Középbirodalom kezdetének, de a teljes XI. dinasztiát ide sorolva. A XI. dinasztia thébai származású volt, székhelyük és temetkezési helyük is Thébában található.
A királyi tekintélyt azonban az egész folyamvölgyben csak I. Amenemhat, egy katonatiszt állította helyre, mely már több, mint kétszáz évig töretlenül fennállt. A közigazgatásban több reformot vezetett be, kezdve azzal, hogy új fővárost alapított, mintegy megismételve a legendás Meni tettét, amivel az ország fővárosa egy időre ismét elköltözött Thébából. Théba túl messze délen helyezkedett el ahhoz, hogy hatékonyan kormányozhassák a szakadár területeket, ezért Amenemhat fővárosa a folyamvölgy közepére került (Itj-taui, a „Két Ország meghódítója”) II. Amenemhattól kezdve pedig megszűnt a szepatkormányzók (nomarkhészek) sírjainak szakadatlan láncolata.
A Középbirodalom idején az egyiptomi panteonban is változások kezdődtek, amelyek összefüggésben állnak Théba politikai súlyának növekedésével. Nem tudni, mi módon került Théba városába Ámon, és hogyan szorította ki az ott már őshonosnak számító – de egyébként az északi Junuból származó – Montu tiszteletét. A XI. dinasztia uralkodói Thébában laktak, és négyen a Montuhotep („Montu elégedett”) nevet viselték. II. Montuhotep Montu akaratából egyesítette az országot. Ámon tisztelete már ekkor is jelen volt itt, de még nem ő volt az elsődleges. Ámon származási helyét valószínűleg Thébától délre, az első zuhatag környékéig bezáróan kell keresni, mert a kosistenek itt jellemzőek (lásd például Hnum).
I. Amenemhat viszont Ámon nevét és kultuszát terjesztette, annak ellenére, hogy messzire költözött Thébától. Mindenesetre a Középbirodalomra datálható az új thébai triász, Ámon, a felesége Mut és kettejük gyermeke, Honszu karrierjének kezdete. Ré, mint állami isten és az uralkodó személyes védnöke megmaradt a titulatúrában, de állami központi szerepe csökkent. A XII. dinasztia vitathatatlanul felső-egyiptomi származású, semmi sem kötötte őket a Ré-kultuszhoz, eltekintve az óbirodalmi hagyományoktól. Ezért ugyan kötelességszerűen felvették a Ré fia címet, sőt valamennyiük uralkodói nevében szerepel eme istennév, deklarálták hozzá való hűségüket, és a kultusznak megfelelő formájú síremlékbe temetkeztek (piramis), ennek ellenére más patrónust választottak maguknak. És hogy ez ne legyen túl feltűnő, az új állami főisten is egy Napisten lett, Ámon, aki éppúgy kos alakú, mint Montu. Ezután Ámont azonosították Rével (Ámon-Ré), és a váltás még kevésbé lett feltűnő.

### Második átmeneti kor
A XII. dinasztia bukását követő időkről, a második átmeneti korról Manethón mindössze annyit említ meg, hogy két dinasztia követte azt, Théba és Hsou (Xoisz) székhellyel. Valójában a földfoglaló nomádok egy központja Memphiszben, egy másik Hutuaretben (Avarisz) alakult ki, míg Hsouban a helyiek maradtak hatalmon. A Középbirodalom állama tulajdonképpen fennmaradt, éppen csak az uralkodói hatalom és tekintély roppant meg. Nem jelentek meg újra a szepatkormányzók alig fél évszázada eltűnt privilégiumai. Az új összeomlást talán éppen az újfajta hivatalnokréteg okozta, akik az államot valójában irányították. E hivatalnoksereg alkotta a nemesség új formáját. A korábbi nemesség elvesztette pozícióit, mert a lojális hivatalnokok jelentették az önállóskodó régi nemesség helyett a királyság támaszát. A „király barátai” leginkább az „értelmiség” köreiből kerültek ki. A legfelsőbb államigazgatás fő mozgatói a „Fehér Ház Vezetője”, a „Két Arany Ház Vezetője”, a „Két Éléskamra Vezetője”, a „Munka Elöljárói” mind hivatalnokok, akik korábban legfeljebb gazdagok lehettek hivatalukkal, de nemesek nem. Ugyanakkor érvek találhatók arra is, hogy a katonai arisztokrácia is tevőlegesen beleszólt az események menetébe.
Théba jelentősége a hükszosz hódítást követően nőtt meg ismét. A hódítók egy része valószínűleg teljesen új várost alapított, melyet székhelyének tettek meg. Hutuaretnek („Nagy Ház”) nevezték. Uralkodóik tényleges befolyása nem terjedt túl a Deltavidéken – ők alkotják a XV. dinasztiát. A XVI. dinasztia székhelye Hsou, de az uralkodók sorrendje és származása bizonytalan. Hamarosan Thébában V. Antef megalapította a XVII. dinasztiát is. Ettől kezdve három gócban uralkodtak a folyamvölgy felett, legalább három, teljesen önálló állam létezett Egyiptomban, amelyek közül az egyik ismét Théba volt.
A hükszoszok a jelek szerint nem igyekeztek a Deltán túlra is kiterjeszteni közvetlen befolyásukat. Megelégedtek a Deltavidék bő termésű földjeivel, dús legelőivel, a mocsárvilág vadászható állataival. A Nílus-völgy délebbi területei gazdasági függőségbe kerültek tőlük, hiszen a folyam partvidéke a Deltán kívül nemigen rendelkezik legelőterülettel. A felső-egyiptomi arisztokrácia, melynek óriási állatállománya csak északon juthatott megfelelő legelőterülethez, mindent megtett annak érdekében, hogy Hutuaret urai beengedjék oda nyájaikat, gulyáikat és csordáikat. A virágzó kapcsolatok eredményeképp a déli nemességen keresztül a hükszosz uralkodónak nagy befolyásuk volt a déli események menetére.
Az i. e. 1570–60-as években a thébai uralkodók többször próbálkoztak a hükszoszok elleni hadjárat felszerelésével. Többnyire azonban már a kezdeti lépéseknél kudarcot vallottak, éspedig saját nemességük jóvoltából, akik nem lelkesedtek a háború gondolatáért, hiszen így is mindenük megvolt. Már Szenahtenré Jahmesz, majd fia, Szekenenré Ta-aa is háborúztak. Ám hiába voltak az ifjabbiknak kiváló tulajdonságai (az utókor a beszédes „Hős” vagy „Bátor” melléknévvel ruházta fel), ha lehetőségeit saját nemessége szabta szűkre. Egyiptomban még mindig nem létezett az állandó hadsereg intézménye, de valószínűleg egyetlen thébai uralkodó sem lett volna képes ilyet felállítani az anyagi lehetőségek hiányában. Az egyiptomi haderő afféle banderiális hadsereg, melynek hadba szólítása a nemesség anyagi erejétől és hajlandóságától függött. A parasztok és kézművesek hadra fogása és felfegyverzése is a nemesség feladata lett volna. Maga a Hős valószínűleg csatában esett el, mert megtalált múmiáján súlyos sebek éktelenkednek, fejsebébe igen jól beleillik egy harci szekerce foka. Bár akár összeesküvés áldozata is lehetett.
Az első jelentősebb sikereket a Hős fia, Kamosze érte el az i. e. 1550-es években, dacára a nemesség passzív hozzáállásának. Kamosze hamarosan szintén elesett, és öccse, I. Jahmesz folytatta művét. Leküzdendő nehézségeire igazán jellemző az a tény, hogy a hükszosz dinasztia egészen uralkodásának 8. évéig, 1542-ig fennállt. Eközben azonban Núbiában a feje tetejére állt a világ. A középbirodalmi erődvonalban a kusiták lettek az urak. Már nem Egyiptom déli határának védelmét szolgálták, hanem Núbia északi határait jelölték ki. Núbia teljesen önállóvá vált, katonai ereje pedig elegendő volt arra, hogy Thébában a XIV. dinasztiát egy núbiai herceg, Neheszi alapítsa meg. A XVII. dinasztia alatt a kusiták nyílt szövetségre léptek a hükszoszokkal. Kamosze járőrei elfogtak egy futárt, aki mint kiderült, Avariszból igyekezett Kús földjére.

„Aauszerré, Ré fia, Apop, üdvözletét küldi fiamnak, Kús uralkodójának (vagy Kús uralkodója fiának?). Miért keltél fel anélkül, hogy azt tudomásomra hoznád? Nem látod-e, mit tett ellenem Egyiptom? Kamosze, ha élete meg nem szakad, saját földemen támad rám. Pedig én nem támadtam rá ilyen módon, nem tettem vele azt, amit ő tett velem. Úgy határozott, hogy eme két országot, az enyémet és a tiédet zaklatja, pusztítja. Jer hát, hajózz alá a folyón! Ne félj! Lám ő (Kamosze) itt van nálam, így hát senki sincsen, aki Kemetben szembe szállna veled, én pedig íme nem nyitok neki szabad utat, míg meg nem érkezel. Akkor felosztjuk Egyiptom városait (magunk között), és a mi (két) országunk örömben gyarapszik.”

E levél tartalma több dolgot megvilágít a korabeli helyzetből. Más forrásból nem értesülünk a núbiaiak említett felkeléséről. Viszont Núbia felkelése helyi jellegű lehetett, hiszen a kusita hadsereg még Apop nagyon csábító felszólításai után sem tört be Egyiptomba, pedig Kamosze gyilkos harapófogóba került volna a kusita-ázsiai koalíció eredményes együttműködése esetén. Azt is kiszűrhetjük viszont a levélből, hogy Apop sem érezte magát elég erősnek egyedül Kamosze ellen.
Valószínűleg újult erővel indult meg Apop aknamunkája Thébában. Kamosze többször is említi felirataiban, hogy megbüntette az ázsiai megszállókkal együttműködő honfitársait. „Leromboltam városaikat, felperzseltem otthonaikat, melyek örökké parázsló romok lesznek a gazdáik által Kemetnek okozott kár miatt, az ázsiaiak szolgáivá züllöttek ők, elfeledték Úrnőjüket, Kemetet.” Eközben egészen Avariszig nyomult előre. Kamosze lényegében a medzsajok egységeire támaszkodott. Bonyolult helyzet állt elő. Núbia fejedelme ellenséges, sőt szövetségese a hükszoszoknak. De államapparátusát és hadseregét is egyiptomiak alkották, legalábbis egyiptizálódó kusiták. Mirgissza északi védőbástyái is feltűnően erősek (hasonlóan a többi núbiai erődítményhez), tehát valószínűleg már Egyiptom ellen védekezett, melynek seregeiben azonban núbiai medajok harcoltak. De Kamosze hadseregének medzsajai „... a kabinjuk feletti árbócról kémlelték a szetiukat, hogy tönkretegyék otthonukat...” A kialakult állapotban Kús uralkodója nyilván nem merte egységeit Egyiptom ellen vezetni, Apop egyedül maradt.
Ezzel ismét Théba vette át Egyiptom fővárosának szerepét.

### Újbirodalom

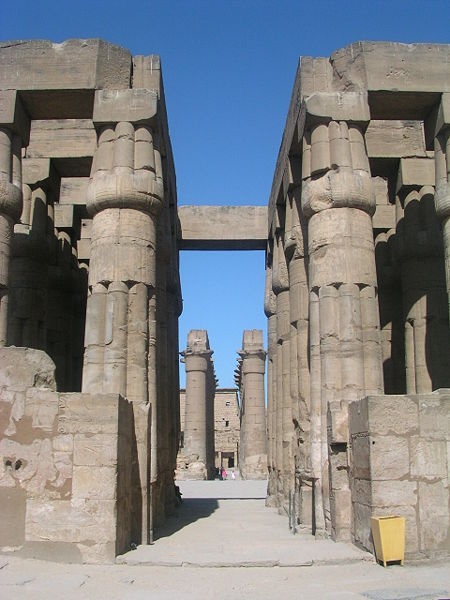
III. Amenhotep oszlopcsarnoka Luxorban

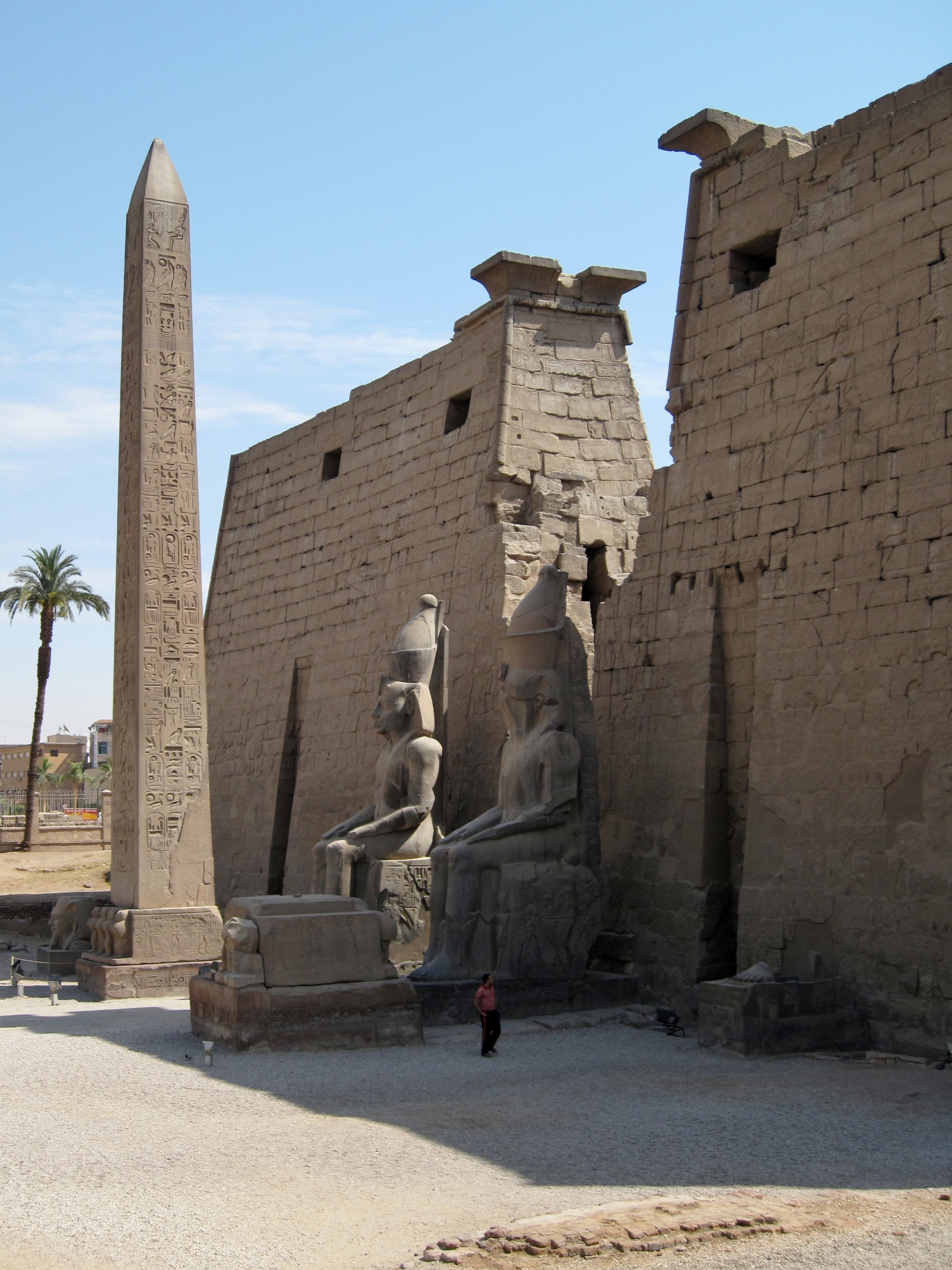
A luxori templom pülónja

Az újbirodalom első felében Ámon, Théba főistene Egyiptom legfőbb istenévé vált, az úgynevezett thébai háromság – Ámon, Mut és Honszu – tiszteletére számos templom épült, köztük a karnaki templom (ahol mellettük Théba korábbi főistene, Montu hadisten és több más isten tiszteletére is épült templom). Théba ragyogását Homérosz is dicsérte, az Iliasz 9. énekében „százkapujú Thébának” nevezte. A várost egyébként nem vette körül fal, Homérosz Diodórosz szerint a templomkapukra (pülónokra) utalhatott. A várost ekkor az egyiptomiak így nevezték: Wâset ent Amon henut en demi neb, azaz „Théba, Ámon városa, minden városok úrnője.” Az Ámon-kultusz töretlenül fejlődött. Hatsepszut alatt további minőségi változás állt be az állam és az Ámon-papság viszonyában. A politika addig sem volt idegen Amon papjaitól – ahogyan egyetlen más papságtól sem –, de ekkortól tényleges, közvetlen beleszólást kaptak az állam irányításának minden ágába. Az Ámon-papság jelentős politikai klikké vált, és eljött még az idő, mikor önálló teokratikus államot irányítottak thébai központtal.
III. Thotmesz tovább erősítette az útjára indult folyamatot. Közvetlenül Hatsepszut után minden fontosabb állami tisztséget Ámon-pap töltött be. Az Ámon-lobby olyannyira megerősödött, hogy Thotmesznek bármi módon is, de meg kellett szereznie a támogatásukat. Olybá tűnik a helyzet, hogy az Amon-papság támogatása nélkül nem sokáig tarthatta volna trónon magát – főképp úgy nem, hogy alig tartózkodik országában és fővárosában. Az Ámon-klérus hosszú távollétei alatt könnyen megfoszthatta volna trónjától. Vagyis az Amon-papság kétszeresen is jól járt, Thotmesz távollétei alatt irányította az országot, s a hadjáratok zsákmányából busás profithoz jutott.
A hadjáratokból származó mérhetetlen vagyon nagy része az Ámon-kincstárba vándorolt. Az ideiglenes kormányzásból fakadó politikai súly pedig egyre növekedett. A helyzet odáig fajult, hogy már III. Thotmesznek is, de főleg III. Amenhotepnek bármely lépése megtétele előtt orákulumot kellett kérniük Ámontól, mely jóslat pozitív vagy negatív előjelzése kötelező érvényű határozattá lett. Másképp: Ámon papjainak beleegyezése nélkül a király egyetlen fontos döntést sem hozhatott. A legfőbb tanácsadó (afféle miniszterelnök) tisztségét is kizárólag Ámon-pap tölthette be.
IV. Thotmesz és III. Amenhotep idején a junui Ré-papság – amelynek kiváltságait és jövedelmeit alaposan megnyirbálták – valószínűleg nyílt, fegyveres lázadást provokált. Erről azonban nincs több adat, mint IV. Amenhotep híres proklamációja, melyben említ „bizonyos eseményeket” Menheperuré és Nebmaatré ideje alatt. Konkrétan ismeretes viszont, hogy Ptahmesz, III. Amenhotep legfőbb hivatalnoka, természetesen Ámon főpapja megtiltotta, hogy a világi és vallási hatalom egy kézben egyesüljön. Ez saját Amon-papságára nézve rendkívül hátrányos, de az állam számára igen üdvös lépés volt. III. Amenhotep ezután Ré egyik papját nevezte ki Ámon második számú papjává, és leváltotta Ptahmosze főpapot, akinek helyére egy hivatalnokot, Meriptahot nevezte ki. Ugyanő a núbiai felkelést felirata szerint Ré akaratából verte le.
Mindez azt mutatja, hogy a thébai Ámon-klérus elleni küzdelem nem vallási, hanem belpolitikai jelleget öltött, s alig valamivel a hatalom megszerzése után már ellenérzést váltott ki. Ez abban is megmutatkozott, hogy III. Amenhotep utódja már a koronázáskor is kapott egy teljesen új jellegű címet: „Főpapja Ré-Harahtinak, a Horizonton ujjongónak, az Atonban levő izzásnak.” Ez ekkor még semmiképp sem lehet az ifjú uralkodó saját vallási-politikai beállítottságának jele, vagyis közvetve mutatja az uralkodóházon belüli hozzáállást a kérdéshez. IV. Amenhotep egész titulatúrájában nyoma sincs Ámon nevének, kivéve persze a születésekor kapott „Ámon elégedett" jelentésű nevet, melyet később el is vetett. „Szép lényege Rének, Ré egyetlenje” (Noferheperuré Uaenré) már eme belpolitikai reformok jegyében nőtt fel.
A Ré-Harahti főpapi cím felvétele nyílt demonstráció Ámon ellen. Éppúgy az is, hogy Thébában templom emelkedett Rének. Azonban e szakítás még nem teljes, IV. Amenhotep uralkodása elején még Ámon templomaiban is építtetett, s nyilvánosan hódolt Ámon előtt. Az Amon-papság nyilvánvalóan érezte a hatalomból kiszorulás  veszélyét. IV. Amenhotep e belpolitikai harc miatt került nehéz helyzetbe, s ez magyarázza külpolitikai tehetetlenségét is. Az ókor legnagyobb hatalma nem volt többé képes megvédelmezni szövetségeseit és vazallusait, mivel az ország gazdaságát és politikáját gyakorlatilag kézben tartó Ámon-papság immár kezelhetetlennek bizonyult. Ezért következett be az Amarna-reform, amely egyben Théba elhagyását és új főváros építését jelentette.
Ehnaton halála után, II. Ay és Tutanhamon idején a székhely visszakerült Thébába. De tekintélyét már semmi sem állíthatta helyre. Horemheb már csak látszólag tartotta fővárosát Thébában, sokkal többet időzött azonban Memphiszben, ahová rögtön a koronázása után hajózott. Horemheb nagyszabású építkezéseket indított meg Karnakban, de ugyanezt tette az ország összes többi fontosabb kultuszhelyén is, sőt elsősorban Ré lerombolt templomait állította helyre. Théba földrajzi fekvése is determinálta, hogy az Újbirodalomra megváltozó külpolitikai viszonyok következtében elvesztette jelentőségét. Egyiptom a továbbiakban az ázsiai nagyhatalmakkal került közelebbi kapcsolatba a nagypolitika minden síkján. A XIX–XX. dinasztia uralkodói már névleg sem Théba fővárossal számoltak. Azonban az Amon-papság egyedül hagyása Thébában szinte provokálta az önálló teokratikus királyság kialakítását, amely i. e. 1075-ben be is következett.

### Későkor

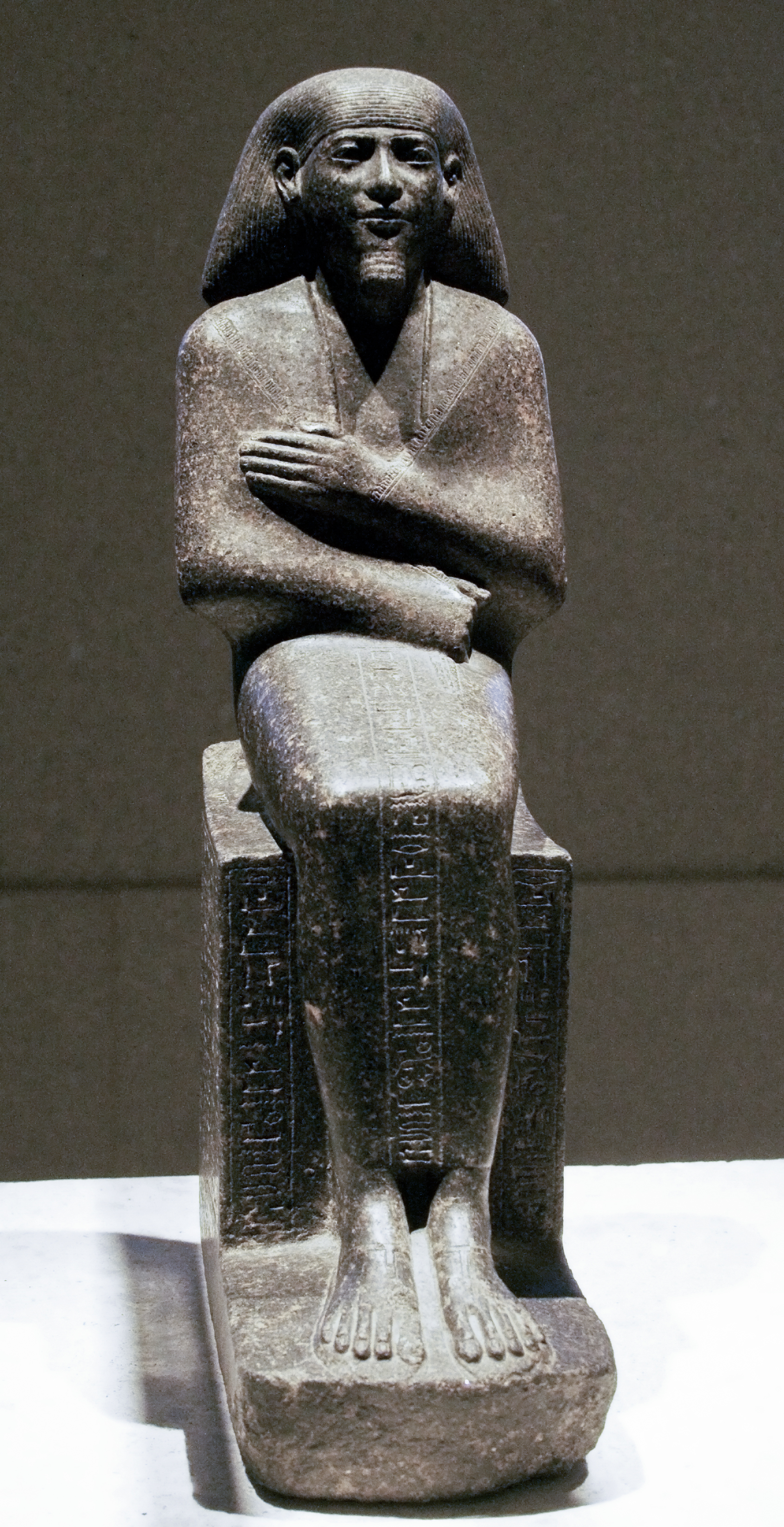
Montuemhat szobra az i. e. 7. század közepéről

A XX. dinasztia hatalma egyre gyengült, míg az Amon-papságé nőtt. III. Ramszesz alatt a művelhető földterületek háromnegyede az Amon-papság kezében volt, míg a földművelők 15–20%-a a bérlőjük. IV. Ramszesztől IX. Ramszeszig a trónon nyolc király követte egymást, Thébában mindössze három főpap trónolt, Ramesszenaht és két fia (Neszamon és Amenhotep). Ez egyben mutatja a főpapi cím örökölhetőségét is. XI. Ramszesz alatt sajátságos harc folyt Amenhotep főpap ellen, de eredménye csak az uralkodó tekintélyének újabb csorbulása lett.
Amenhotepet ugyan az uralkodó hadserege Panehszi vezetésével eltávolította, és öt évig nem volt Ámonnak főpapja, de aztán i. e. 1080-tól Herihor következett – talán felesége, Nedzsmet révén Ramszesz sógora, bár elképzelhető, hogy Nedzsmet Herihor leánya és Pianh felesége volt –, aki már minden elődjénél tovább ment a világi címek gyűjtögetésében. Főpapságát is arra használta fel, hogy kineveztesse magát „A herceg, az elöljáró”, „A herceg, a Két Ország főnöke”, „A legyezőhordozó a király jobbján”, „A csűrök felügyelője”, a vezír, a hadsereg főparancsnoka, Núbia kormányzója posztokra. A legnagyobb bel- és külpolitikai befolyást lehetővé tevő állások az ő kezében összpontosultak, így teljhatalmú úr lett Felső-Egyiptomban. Csak rajta múlt, hogy nem nevezte királynak magát már korábban is. A karnaki Honszu-templomban már többféle királyi titulatúrával szerepel a neve. Uralkodói neve „Ámon főpapja”. Titulusként a „Ré fia”, majd utána: Meriamon Szaamon Herihor (Ámon kedveltje, Ámon fia).
Herihor azzal, hogy nyíltan király címezte magát, csak nevén nevezte a fennálló status quot, mely i. e. 1087 és i. e. 1080 között alakult ki. A Memphiszben székelő Ramszeszt csak a hagyományok és a látszat kedvéért nem fosztották meg trónjától, de az északi országrészt is Neszubanebdzsed kormányozta Ramszesz helyett. A következő dinasztia megalapítójaként számon tartott Neszubanebdzsed is minden bizonnyal már Ramszesz 19. uralkodási éve előtt önálló útra lépett, és talán Herihor fia volt. Herihor pedig megelégedett a tényleges hatalommal, királyságának legitimációja elmaradt, de nem is törte magát utána. XI. Ramszesz hiába élte túl, az öt éve elvesztett valós uralkodói szerepet nem vehette vissza: Herihort veje, Pianh követte a főpapi székben, és a legtöbb egyéb címben is. Egy hivatalos levél egy mondata még i. e. 1070 előttről rendkívül naturalisztikusan és plasztikusan fogalmazza meg az elkeserítő helyzetet. Pianh küldte egyik írnokának: 

„… Ami pedig a királyt illeti – élet, üdv, egészség –, ugyan kinek a főnöke ő még?...”

I. e. 1069-ben Ramszeszt halála után Dzsaanet (Tanisz) ura, Neszubanebdzsed megalapította a XXI. dinasztiát, és székhelyét nem költöztette Memphiszbe, hanem saját birtokán maradt. Uralkodói nevében Ámon mellőzése feltűnő, de ugyanakkor a déli teokratikus eszmét elfogadta, és nem bolygatta e kényes kérdést. Amennyiben valóban Herihor fia volt, akkor érthető is, hogy sógorával, Pianhhal és testvérével (vagy unokaöccsével), Pinedzsemmel nem konfrontálódott. Pinedzsem ráadásul feleségül vette XI. Ramszesz leányát, Henuttauit, kettejük két fia megosztozott a thébai főpapi és az északi királyi címen. A helyi uralkodó hatalma így nem terjedt túl a fővárosa közvetlen körzetén, még a Deltavidéken sem volt mindenhol elismert király. Délen Pianh és utódai egy valódi teokratikus királyságot alakítottak ki, mely elvileg ugyan a dzsaaneti uralkodó fennhatósága alá tartozott, de valójában teljesen önálló volt, tényleges befolyása azonban messze északra is kiterjedt. A XXI. dinasztia idejében végig ketten uralkodtak. A megosztottság egy pillanatra sem vált hivatalossá, egyes thébai uralkodó-főpapok megelégedtek a főpapi címmel, mások királyként trónoltak, de az ország kifelé egységes maradt. A teljes kettészakadás I. Sesonk, egy líbiai származású, hadvezéri családból származó főúr trónra lépésével következett be. Ekkor ugyanis Sesonk Harsziésze főpap halála után Nimrat nevű emberét nevezte ki, de ténylegesen mégis Harsziésze fia lett az új főpap.
A líbiaiak az i. e. 9. század közepe táján annyit értek el, hogy II. Takelot a saját fiát, Oszorkon trónörököst ültethette a thébai főpapi székbe. Ez az eredménye azonban inkább volt baklövés, mint valódi előrelépés, hiszen fia személye igencsak irritálta az ottani papságot és nemességet. Ádáz belvillongásokról tudunk, a főpapnak többször is menekülnie kellett Thébából. Mindezen események viszont teljesen aláásták a líbiaiak tekintélyét és hatalmát. Még a Deltavidék is két részre szakadt, Petubasztet, Dzsaanet korábbi ura Leontopoliszban királlyá koronáztatta magát. III. Oszorkon végül elérte, hogy leánya, I. Sepenupet legyen Ámon isteni felesége, akinek rendelkezésére bocsátották az Ámon-papság teljes vagyonát. Ezzel Ámon főpapjai végleg elveszítették politikai befolyásukat.
A három dinasztia közti lavírozás ezután a legnagyobb főurak sokaságának adta meg az önálló politika folytatásának lehetőségét. Egyesek felvették a királyi címet is. Kevés az adat eme kiskirályokról, akikről tudunk, azokat se nagyon lehet kronologizálni, hiszen királyként saját uralkodásuk éveivel számolták az időt, és egymást nem nagyon emlegették, ami a korrelációt lehetővé tenné. Csak hét évtizeddel később, a Thébát elfoglaló kusita, Peye egy sztéléje ad képet a rengeteg kiskirályról.
A thébai teokratikus királyság erősen törekedett az ország egységének helyreállítására. Ám minél több hatalmi góc keletkezett északon, annál nehezebbé vált a dolguk. Gyengeségük okára számos magyarázat adódik, de a legfontosabb mindenképpen a számottevő haderő hiánya volt, mely viszont krónikus aranyhiányból fakadt, a Dél viszonylag elszegényedett. A gazdagnak és hatalmasnak tűnő Ámon-papság pompájának sosem volt gazdasági alapja. Amikor az uralkodók adományai megszűntek Ámon részére, a núbiai aranybányák többsége pedig kimerült, illetve éppen politikai és gazdasági okok miatt kiaknázhatatlanná vált, a papság relatíve elszegényedett, dacára óriási birtokaiknak. Ugyanakkor az Ámon-papság III. Oszorkonnal elvesztette maradék politikai befolyását is. Nem véletlen, hogy a núbiai haderőt oly szívesen fogadták kicsit később. Deffenzívába is kényszerültek már a XXII. dinasztia idején, hiszen a trónörökös Amon főpapjává avanzsálása nyilvánvaló presztízsveszteség, melyet azonban észak nem tudott kellőképpen kihasználni. Viszont amit elvesztettek réven, behozták a vámon: a Théba befolyása alatt álló területek kimaradtak az általános marakodásból. Théba királysága egységesebb lett, mint bármely északi királyság, vagy azok együttvéve. Ideológiai súlyát pedig minden bizonnyal arra használta fel, hogy egymásnak ugrassa az északi területek uralkodóit. Azonban önmagában az a tény, hogy egyre újabb politikai és gazdasági centrumok jelentek meg a Deltavidéken, Théba jelentőségének folytonos csökkenését mutatja.
Ebbe a helyzetbe csöppent bele Peye. Herihor halálát követően Kús egyre önállóbb lett, míg a teljesen asszimilált Wawat megmaradt Théba fennhatósága alatt. Ámon papjai ennek ellenére még a 4. zuhatag környékén is emeltek templomot, pedig Napata a X. század elején már mindenképp egy független királyság központjává vált, és befolyási övezete egyre északabbra terjeszkedett. Eme állam alattvalói, nemessége nagy része, sőt az uralkodói dinasztia is afrikai, vallásuk, államszervezetük, sőt hagyományaik azonban egyiptomiak.
Peye tartotta magát a thébai elvárásokhoz. Egyiptomi uralkodói nevet vett fel (Uszermaatré Szeneferré), s hódolásra kényszerített néhány közép-egyiptomi várost, mint Hérakleopoliszt, és nagyhatalmú urát Peftjauibasztot. Talán épp e hódoltatás volt a casus belli Szaisz és Théba között. Az összetűzéseket Tefnaht, a Netjeri-kerület nagyhercege, Hsou, Tajen, Perneb és Mennefer ura indította el, deltavidéki befolyási övezetének kiterjesztésével. Elfoglalta egész Északnyugat-Egyiptomot, Itj-tauiból kiindulva, és a középső vidékek egy részét – többek közt Unu városát is elszakította Peye érdekszférájából. Tefnaht sikereit látván több más helyi uralkodó is csatlakozott hozzá, néhányan viszont azonnal ellene fordultak. Avarisz ura, Nemaret például Neferusz erődje ellen indult, bevette, és földig romboltatta, hogy az ne kerülhessen Tefnaht kezére. A korábban szinte elképzelhetetlen eset fordult elő: egyiptomi származású, talán királyi vérből származó trónkövetelő ellen fordult néhány egyiptomi nagyúr, mégpedig egy nem egyiptomi származású trónkövetelő oldalán. Ilyen eddig nem fordult elő, és bár a hükszosz-háború idején a nemesség nem fogadta kitörő örömmel uralkodója szándékait, de nem tudunk arról, hogy tevőlegesen szembeszálltak volna vele.
Peye megszálló csapatai és a még hozzá hű felső-egyiptomi haderő három csatában – szárazon és vízen egyaránt – leverte Tefnaht seregét, majd szinte futtában vették be Unut. A győztes núbiai-thébai hadsereg egészen Memphiszig semmilyen ellenállásba nem ütközött, ott is szinte kizárólag a polgári lakosság védekezett. A 8000 fős helyőrség és a felfegyverzett lakosság kevésnek bizonyult, Tefnaht maga is felesküdött Peye hűségére. A núbiaiak thébai székhellyel egy évszázadon át küzdöttek az ország egyesítéséért, mígnem szembekerültek Asszíriával.
Taharka i. e. 674-ben még visszaverte a határról az asszír inváziót, de i. e. 661-ben az asszírok dúlták fel és rombolták le Thébát, olyan mértékben, hogy a bibliai Náhum próféta a teljes pusztulás szinonímájaként hozza fel No Amon nevét. A város még néhány évszázadig lakott maradt, de ez a pusztítás mégis a legutolsó láncszem volt jelentőségének elvesztésében.
Bár politikai szerepét elvesztette és kicsiny faluként létezett tovább, Ámon kultuszának ápolására még a Ptolemaioszok alatt is gondot fordítottak. A 3. században núbiai betörés pusztította el végleg az ősi kultuszhelyet. Próbálkozások továbbra is voltak a kegyhelyek megmentésére, Septimius Severus például a Memnón-kolosszusokat renováltatta. Azonban a 4. századtól a keresztények jelentek meg, akik a templomokat keresztény templomokká és kolostorokká alakították, a sírokat lakásokként hasznosították. Az arabok hódítása után a templomokat nem használták többé, de a sírokat továbbra is lakásnak vagy istállónak használták.

## Műemlékei

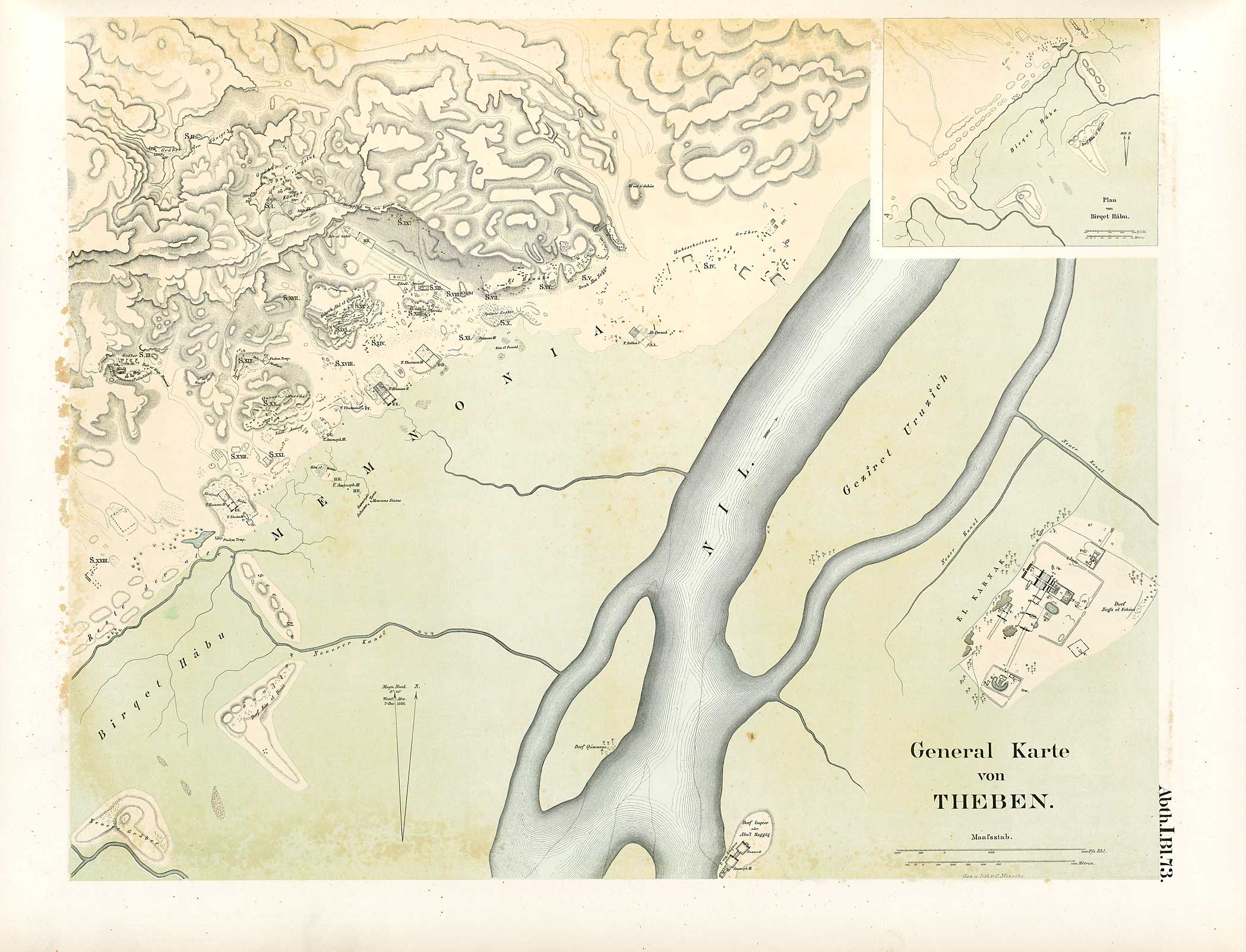
Richard Lepsius térképe Théba első felméréséről

Az ókori város templomai és sírjai Théba és a thébai nekropolisz összefoglaló néven találhatóak az UNESCO világörökség-listáján. Ma Egyiptom Quena tartományában, Luxorban található; 1979 óta a világörökség része. Thébában lényegesen több műemlék maradt meg, mint a másik fővárosban, Memphiszben.
A thébai nemesség már a korai időkben a sziklasíros temetkezést alkalmazta, és ez a forma a XI. dinasztiával a királytemetkezésben is megjelenik. A XII. dinasztia uralkodói ugyan visszatértek a piramistemetkezéshez, a XVII. dinasztiával kezdve ismét a sziklába vájt kamrákban temetkeztek. Az első újbirodalmi király I. Thotmesz volt, aki a Királyok völgyét használta. A magánsírok hűen tükrözik a helyi előkelőség anyagi viszonyait, ami a város aktuális politikai és gazdasági jelentőségétől függött. A magánsírok eleinte kicsiny kamrák, de sokszor festett falakkal vagy reliefdíszítéssel. A belső kiképzés sokszor jobb minőségű, mint egyes uralkodósíroké. III. Amenhotep alatt a magánsírok lényegesen nagyobbak lettek, ami csak a XIX. dinasztia vége felé kezdett ismét kisebbedni, majd a XX. dinasztiára ismét egészen kicsivé váltak.
A Királyok völgyének temetkezése megváltoztatta a halotti kultusszal kapcsolatos eljárásokat is. A szokványos halotti templomokat és egyéb kultuszhelyeket már nem a nehezen megközelíthető sír mellett építették fel, hanem attól messze, a nyugati part szántóföldjeinek és a sziklás meredélyek találkozásánál. Az első ilyen Hatsepszut halotti temploma, amelyet a már fél évezredes Montuhotep-templom mintájára emelt Szenenmut. Ezt aztán követték a későbbi királyok templomai. Ezzel párhuhzamosan a magánsírok ábrázolásainak jellege is megváltozott. III. Amenhotep előtt a temetkezéssel kapcsolatos tematika mellett a mindennapi élet jelenetei láthatók, míg ezt lassan, a XIX. dinasztia derekára felváltották a kizárólag a túlvilági léttel kapcsolatos képek.
A sírok szervezett kirablása a XXI. dinasztia idején kezdődött, amikor I. Pinedzsem főpap felújíttatott bizonyos sírokat. E felújított sírok némelyikében – például II. Amenhotepében – több korábbi uralkodót, herceget, királynét és hercegnőt temettek újra, miközben az eredeti halotti kelengyének lába kélt. III. Ramszesz és I. Széthi múmiáján kicserélték a vászonpólyát, II. Thotmesz és I. Amenhotep sírját tatarozták, majd újratemették II. Ramszeszt is.
Ezután hosszú ideig nem történt semmilyen építkezés Thébában. Csak I. Sesonk bővítette tovább a karnaki templomot, amelyhez egy külső udvart és egy pülónt toldottak. A következő építési hullámot a núbiai Taharka uralkodása jelentette, aki szintén Karnakban épített.
Keleti rész
- Karnaki templom
- Luxori templom

Nyugati rész
- Királyok völgye
- Királynék völgye
- at-Tarif, a XI. dinasztia első felének uralkodósírjai és közrendűek temetkezései
- Nemesek völgye, Seih Abd al-Kurna, Dejr el-Medinet, Kurnet Murai (előkelők sírjai)
- Ramesszeum (II. Ramszesz halotti temploma, a Ramesszeum)
- Medinet Habu (III. Ramszesz halotti temploma)
- Dejr el-Bahari (II. Mentuhotep temploma, Hatsepszut temploma, III. Thotmesz temploma)
- Dejr el-Medina (a munkások faluja)
- Malkata (III. Amenhotep palotája)
- Kurna (I. Széthi halotti temploma)
- Memnón-kolosszusok (III. Amenhotep halotti templomából maradtak meg)